# Crossopriza kandahar
Crossopriza kandahar (лат.) — вид пауков-сенокосцев рода Crossopriza (Smeringopinae, Pholcidae). Распространён в Афганистане. Назван по месту обнаружения (Кандагар, 31.62° N, 65.60° E; на высоте 1000 м).

## Описание
Мелкие пауки-сенокосцы, длина тела 5,3 мм, ширина карапакса 1,65 мм, длина ног до 4 см. Карапакс охристо-жёлтый, спереди в срединной ямке светло-коричневый; стернум с множеством мелких коричневых пятен, частично расположенных в радиальных метках; ноги охристо-жёлтые, без тёмных колец, с небольшими чёрными линиями на бёдрах и (несколько) на голенях; брюшко бледно-серое, с беловатыми внутренними метками и нечёткой тёмной полосой сзади над паутинными бородавками; вентрально с прерывистой тёмной полосой, с тремя нечёткими параллельными продольными метками за гонопором.
Биология не исследована.

## Систематика
Вид был впервые описан в 2022 году в ходе исследования разнообразия пауков Центральной Азии, проведённого немецким арахнологом Бернхардом Хубером (Bernhard Huber, Alexander Koenig Research Museum of Zoology, Бонн, Германия). Легко отличить от близких видов по наличию небольшой пары апофизов спереди на хелицерах самца; также по деталям пальп самца (кончик прокурсуса с небольшим дорсальным плоским отростком; дистальный бульбальный склерит с двумя большими пролатеральными апофизами), и по форме эпигинума самки (короткая и широкая пластинка, пара крупных карманов близко друг к другу, но не на медианном ободке; похож на Crossopriza sengleti).